# Heaven on Their Minds
Heaven on Their Minds är en av låtarna från Andrew Lloyd Webbers rockopera Jesus Christ Superstar. Musiken skrevs av Webber och texten av Tim Rice.

## Jesus Christ Superstar
Heaven On Their Minds är den första låten som spelas efter ouvertyren. I filmversionen av Jesus Christ Superstar framförs låten av Carl Anderson.
I sången kritiseras och ifrågasätts Jesus av Judas Iskariot. I sången uttrycker Judas sina känslor och åsikter gällande Jesus. Exempelvis anser Judas att Jesus för sina handlingar för långt och borde ligga lågt och ägna sig åt exempelvis snickeri istället. Samtidigt oroar sig Judas för att Jesus handlingar ska få både honom och resten av lärjungarna fängslade, eller något ännu värre.